# 约瑟夫·利平
约瑟夫·利平（波蘭語：Józef Lipień，1949年2月6日—），波兰男子摔跤运动员。他曾代表波兰参加1968年、1972年、1976年和1980年夏季奥林匹克运动会摔跤比赛，其中1980年奥运会获得一枚银牌。